# Saffenburg

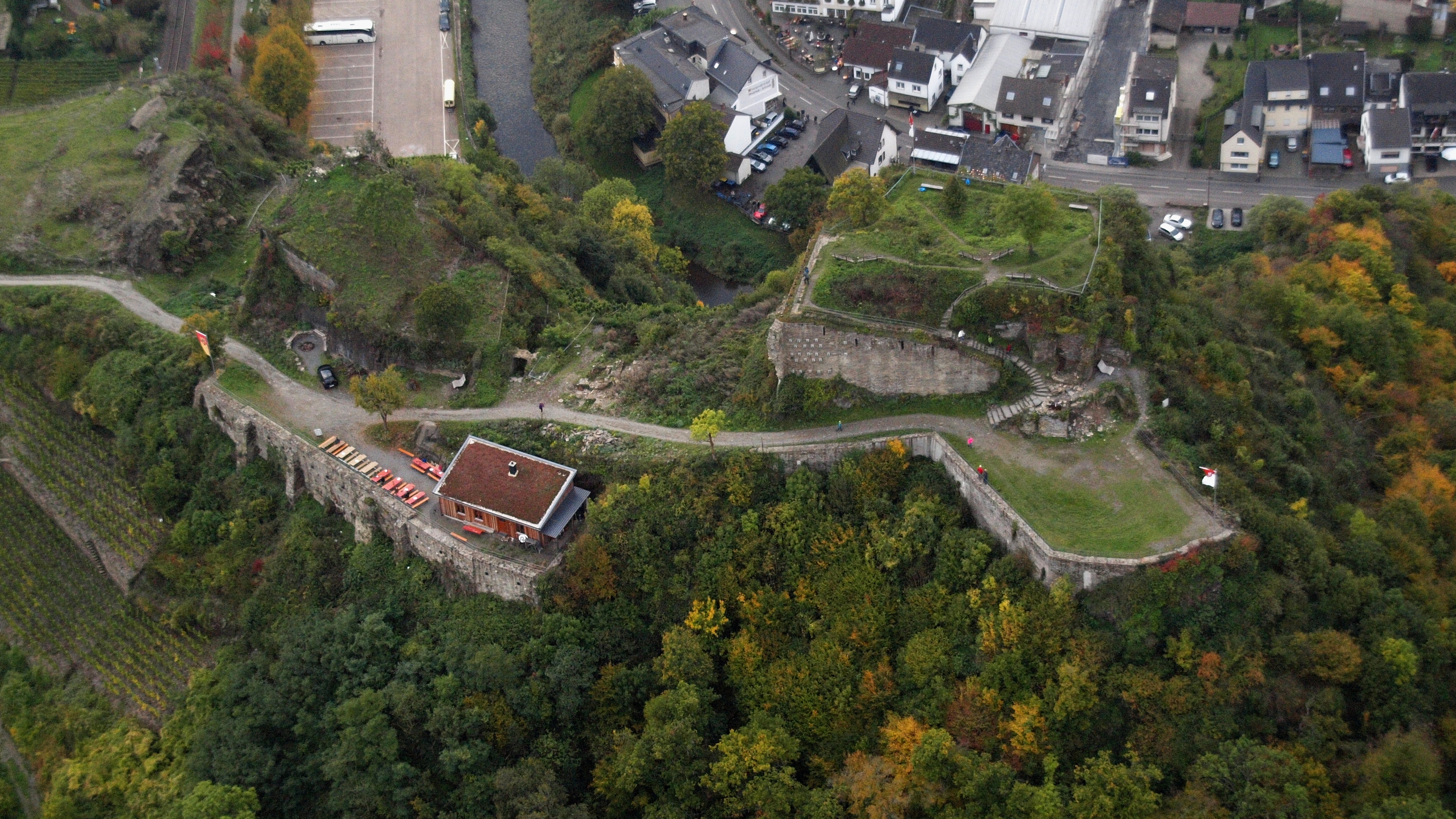
Saffenburg, Luftaufnahme (2015)

Die Saffenburg, auch Saffenberg genannt, ist die Ruine einer hochmittelalterlichen Höhenburg auf 253 m ü. NN in der Ortsgemeinde Mayschoß im rheinland-pfälzischen Landkreis Ahrweiler. Sie steht oberhalb des Ahrtals und ist dessen älteste Burgruine.

## Beschreibung
Die Burgruine befindet sich auf einem langgestreckten Felsmassiv, das an drei Seiten von der Ahr umspült und von zwei Tunnelröhren der Ahrtalbahn durchstoßen wird, wobei die stillgelegte Röhre des ehemaligen zweiten nördlichen Gleises bis zum Hochwasser 2021 dem Ahr-Radweg als Trasse diente.
Die Burg-Anlage hat eine Länge von ca. 260 und eine Breite von 80 Metern. Die Burg bestand aus zwei Vorburgen und der Kernburg, die untereinander durch tiefe Halsgräben getrennt waren. Das Ausbruchmaterial der Halsgräben wurde als Baumaterial verwendet.
Heutzutage sind nur noch Grundmauern, die scheinbar nahtlos in den Felsen übergehen, von der Burg erhalten. An einigen Stellen zeigen noch Böschungen an, wo früher einmal eine Mauer verlief. 2004 begann eine grundlegende Sanierung der mehr und mehr verfallenden Grundmauern, seit 2007 ist die Burgruine wieder öffentlich begehbar.

## Herrschaft Saffenburg
Die Herrschaft Saffenburg bestand aus der Saffenburg, dem Kloster Marienthal (ein Tochterkloster der Abtei Rolduc, 1137–1794) und den vier Dörfern Mayschoß, Laach, Rech und Dernau im heutigen Landkreis Ahrweiler. Die Herrschaft verfügte über ein eigenes Gericht, bestehend aus den in den Dörfern gewählten Schöffen. Dem Gericht stand ein Amtmann vor, abgehalten wurde es in der Rentmeisterei zu Mayschoß. Ohne eine besondere Erlaubnis durfte sich kein Fremder in der Herrschaft niederlassen, sondern musste dafür zwölf Reichstaler entrichten. Hatte er eine Ehefrau, musste er für sie acht Reichstaler zahlen.

## Besitzverhältnisse
Die Saffenburg wurde im 11. Jahrhundert von den Grafen Adolf von Nörvenich und Adalbert von Saffenburg, auch von Saffenberg genannt, (Adelbertus de Saffenberch) erbaut. Sie wird im Jahr 1074 erstmals urkundlich in einer Fälschung erwähnt, die vermutlich auf einer Urkunde des Jahres 1090 basiert. Hier erscheint Adelbertus de Saffenberch als Zeuge einer Urkunde, worin Erzbischof Anno II. die von Graf Eberhard von Cleve dem h. Quirinus und dessen Kirche in Neuß geschenkten Güter an die besagte Kirche und den Dom in Köln austeilt, am 27. September 1074. Adalbert war 1104 der Stifter der Abtei Klosterrath, der späteren berühmten Augustinerabtei Rolduc nahe dem heutigen Herzogenrath und Kerkrade, welcher er gleichzeitig mit seiner Gemahlin Mechtildis und seinem Sohn Adolf Güter in Ahrweiler und Lantershoven überwies. Adalbert starb nach der Chronik seines Klosters am 16. Dezember 1110 und wurde vor dem großen Altar der dortigen Kirche begraben.
Adalbert folgte sein Sohn Adolf I. von Saffenberg. Durch die Heirat mit Margarete von Schwarzenburg, einer Nichte des Kölner Erzbischofs Friedrich I. von Schwarzenburg, erhielt er durch ihn den Titel eines Grafen. Um 1147 wurde er zum Erbvogt der kölnischen Kirche ernannt, wofür er wahrscheinlich die Saffenburg an Köln abtrat und als Lehen zurück empfing, denn von diesem Zeitpunkt an erscheint die Herrschaft als kölnisches Lehen. Adolfs Sohn Herman II. folgte ihm nach, mit seinem Tod 1172 erlosch diese Familie.

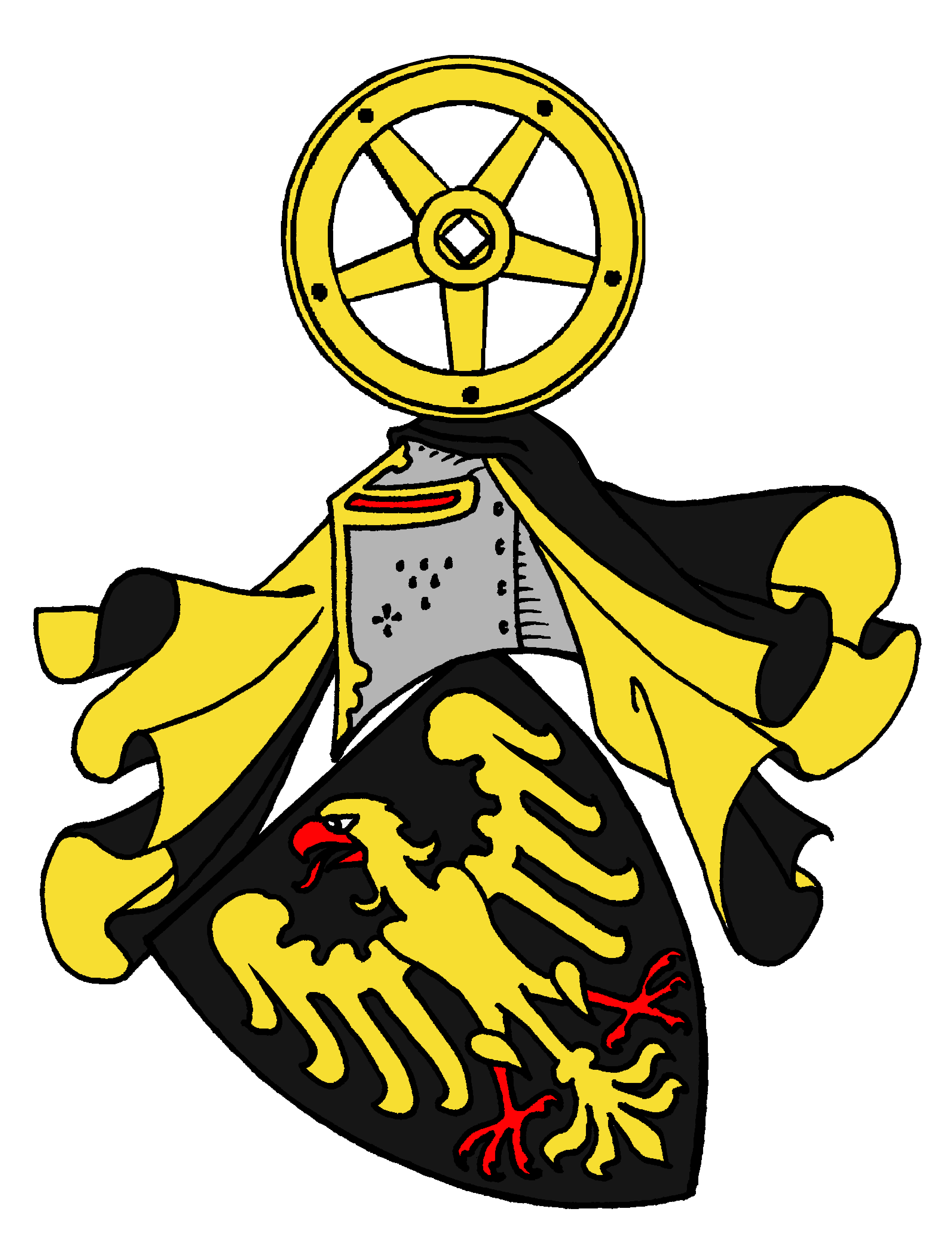
Stammwappen der Edlen Herren von Saffenburg

Um 1173 gelangte die Saffenburg durch Heirat der Tochter von Hermann II. Agnes, mit dem Grafen Heinrich II. von Sayn, an die Grafen von Sayn. Dieses Geschlecht starb mit dem Sohn Heinrich III., der kinderlos blieb, 1246 aus. Seine Witwe Gräfin Mathilde vererbte die Saffenburg 1247 an die Schwesternsöhne ihres Gemahls, die Grafen von Sponheim. Graf Heinrich von Sponheim einigte sich mit seinen Brüdern und wurde Alleinbesitzer der Saffenburg, die er im Jahre 1255 an seinen Schwiegersohn Diedrich VII. von Cleve abtrat. Da der einzige Sohn von Diedrich VII. Priester wurde, war die Saffenburg ein eröffnetes Lehen. 1184 kaufte der Kölner Erzbischof Philipp I. von Heinsberg eine Hälfte der Burg. Neben den Grafen von Saffenberg wurde nun ein weiteres Adelsgeschlecht belehnt, die sich Edelherren von Saffenburg nannten und ohne Grafentitel nicht dem Hochadel angehörten.
Als Erster wurde 1197 Albert von Saffenburg genannt, wahrscheinlich ein Vasall derer von Sayn. Danach wurden Wilhelm um 1220 und Hermann um 1225 erwähnt Der Sohn von Wilhelm, Gerlach wurde um 1253 genannt, dessen Sohn Konrad mit Gemahlin Mechthild erschienen noch 1284 in Verträgen. Nachfolger war Wilhelm mit Gemahlin Isbergis um 1299. Danach folgten Johann I. bis Johann IV. Johann I. mit Gemahlin Sophie wurde in Urkunden um 1325 erwähnt. Johann II. mit Gemahlin Gertrudis von Braunshorn folgten, wobei 1353 der Nachfolger Johann III. bereits als Knabe mit der 14-jährigen Katharina von Neuenahr aus einer Nebenlinie des Hauses Are vermählt wurde. dies erfolgte durch Unterstützung des Vaters Johann II., der 1382 noch lebte. Das Erbe und die Inbesitznahme der Grafschaft Neuenahr konnte allerdings nur durch Unterstützung des Kölner Erzbischofs Friedrich III. von Saarwerden erfolgen. Sein militärisches Eingreifen führte zur Belagerung und Zerstörung der Burg Neuenahr 1383. Die Kinder von Johann III. waren Johann IV., Wilhelm, Kraft, Katharina, Gertrud, Ponzetta, Johannetta und Elisabeth. Da Johann IV. kinderlos blieb, setzten die Geschwister die Dynastie durch Katharina als der Tochter von Bruder Wilhelm fort.

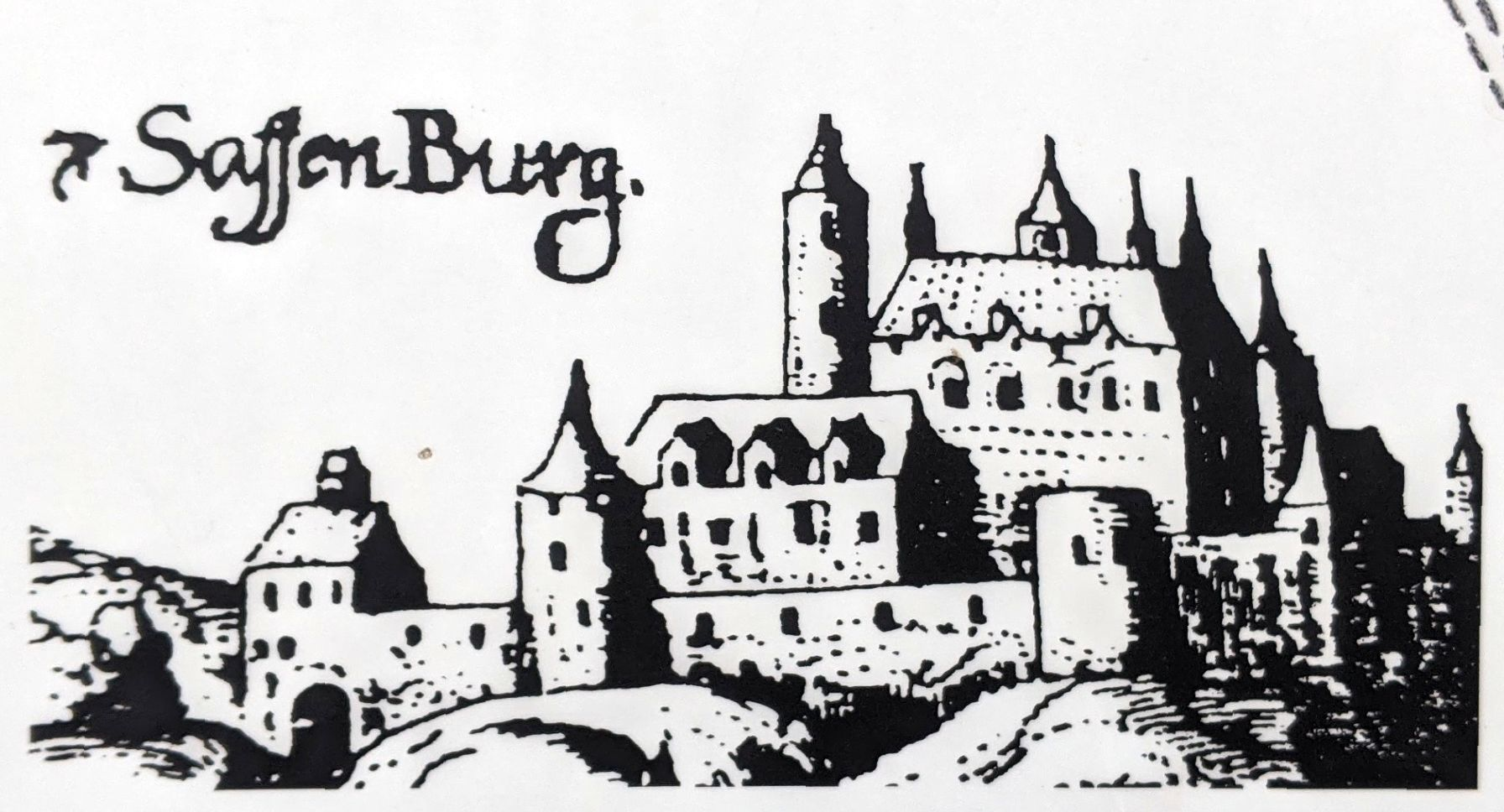
Die Saffenburg 1633

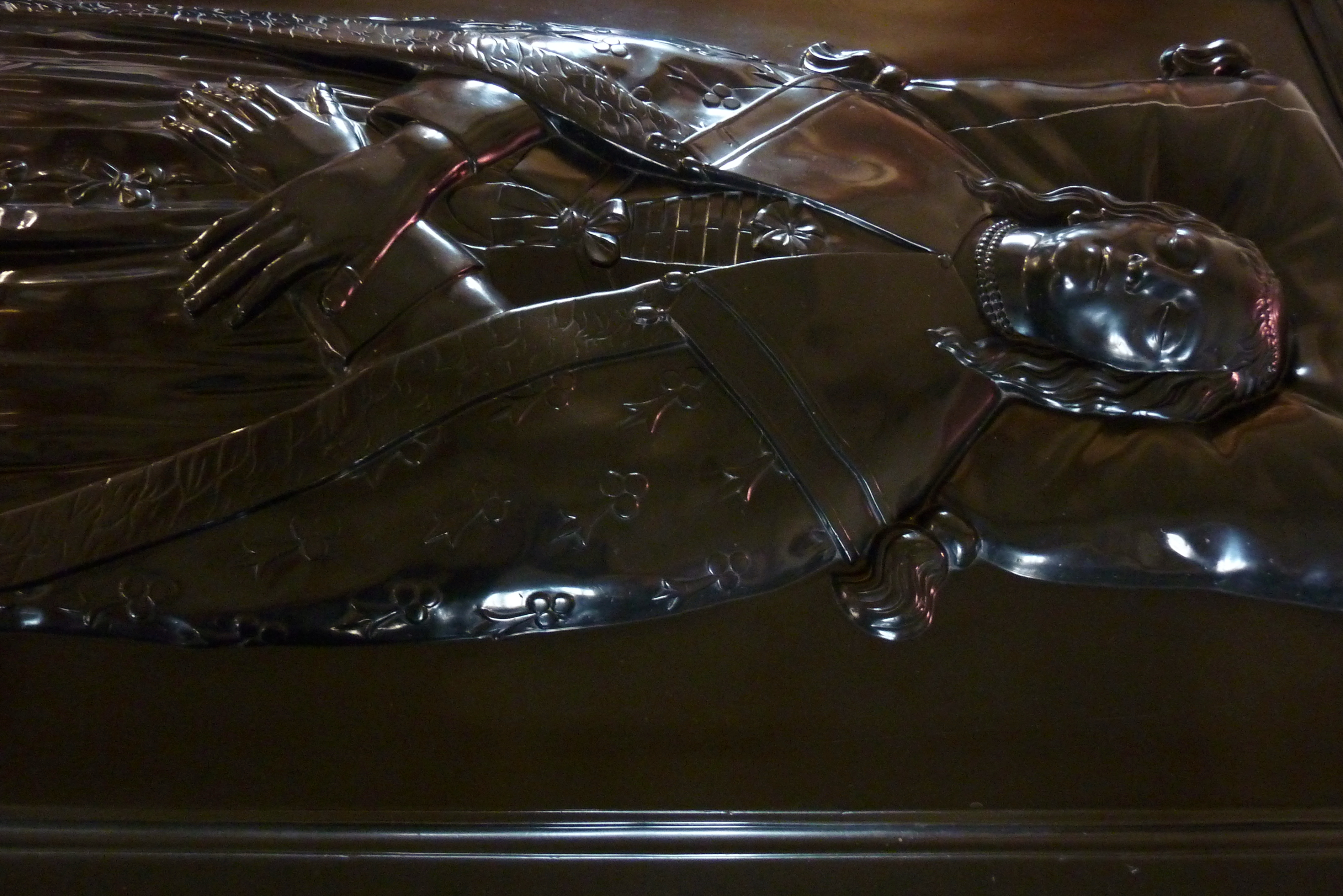
Katharina von der Mark (* 1622 † 30. Oktober 1645)

Im Jahr 1424 kam die Herrschaft durch die Heirat der Erbgräfin Katharina, Enkelin von Johann dem III. von Saffenburg, mit dem Grafen Philipp I. von Virneburg an die Grafen von Virneburg. Sie blieb in deren Besitz bis zum Tode des letzten Grafen Kuno von Virneburg im Jahre 1545. Graf Diedrich IV.(der ältere) von Manderscheid und Johann der IV., Graf zu Wied, stritten anschließend um das Erbe der Herrschaft von Saffenburg. Durch Zahlung von 3190 Talern an den Grafen Friedrich den IV. von Wied, dem Rechtsnachfolger von Johann dem IV., wurde Graf Diedrich II. alleiniger Besitzer. Er wurde 1572 vom Erzbischof Salentin von Isenburg mit der Herrschaft Saffenburg belehnt. So kam der Besitz an die Grafen von Manderscheid-Schleiden. Dietrich war der letzte im Mannesstamm und so kam der Gemahl seiner Schwester Katharina, Philipp von der Mark (* 1548; † 1613), ein Nachkomme von Graf Wilhelm dem I. von der Mark „der Eber der Ardennen“, 1593 in den Besitz der Saffenburg. Ihm folgte sein Sohn Ernst von der Mark (* 1590; † 1654), der in dritter Ehe 1641 die nicht adelige Katharina von der Mark heiratete. Aus der Ehe gingen die Söhne Engelbert und Franz-Anton sowie die Töchter Magdalena und Katharina-Franziska hervor. Erst am 23. April 1649 wurde die Ehe von Papst Innozenz X. bestätigt und die Nachkommen wurden legitimiert. Im gleichen Jahr kam auch die Ebenbürtigkeitserklärung von Kaiser Ferdinand.
Mitte des 17. Jahrhunderts verpfändete die Familie von der Mark die Saffenburg an den Freiherrn von der Reck. Dieser übertrug die Pfandschaft an den Grafen Maximilian Carl zu Löwenstein. Erst im Jahre 1679 wurde dies geschlichtet. Während des Pfälzischen Erbfolgekriegs emigrierte Catharina Charlotte, die Witwe von Franz-Anton von der Mark, mit ihren drei Söhnen nach Frankreich. Nachdem sie die Aufforderung zur Rückkehr nach Deutschland verweigerte, konfiszierte im Jahre 1693 Kaiser Leopold die Saffenburg und übergab sie dem Grafen Hugo Franz von Königseck. Durch die Kriege im Land konnte er die Herrschaft jedoch nicht in Besitz nehmen und so hatte dieser Vorgang keine weiteren Folgen. Am 5. Oktober 1773 starb der letzte Graf von der Mark. Die Tochter aus dem Hause Mark–Schleiden, Louise Margaretha, heiratete am 10. Juni 1748 den Herzog Karl Maria Raimund von Arenberg, der am 17. August 1778 starb. Danach haben sich die Saffenburg und Schleiden auf seine Nachkommen vererbt.

## Kriege und Belagerungen

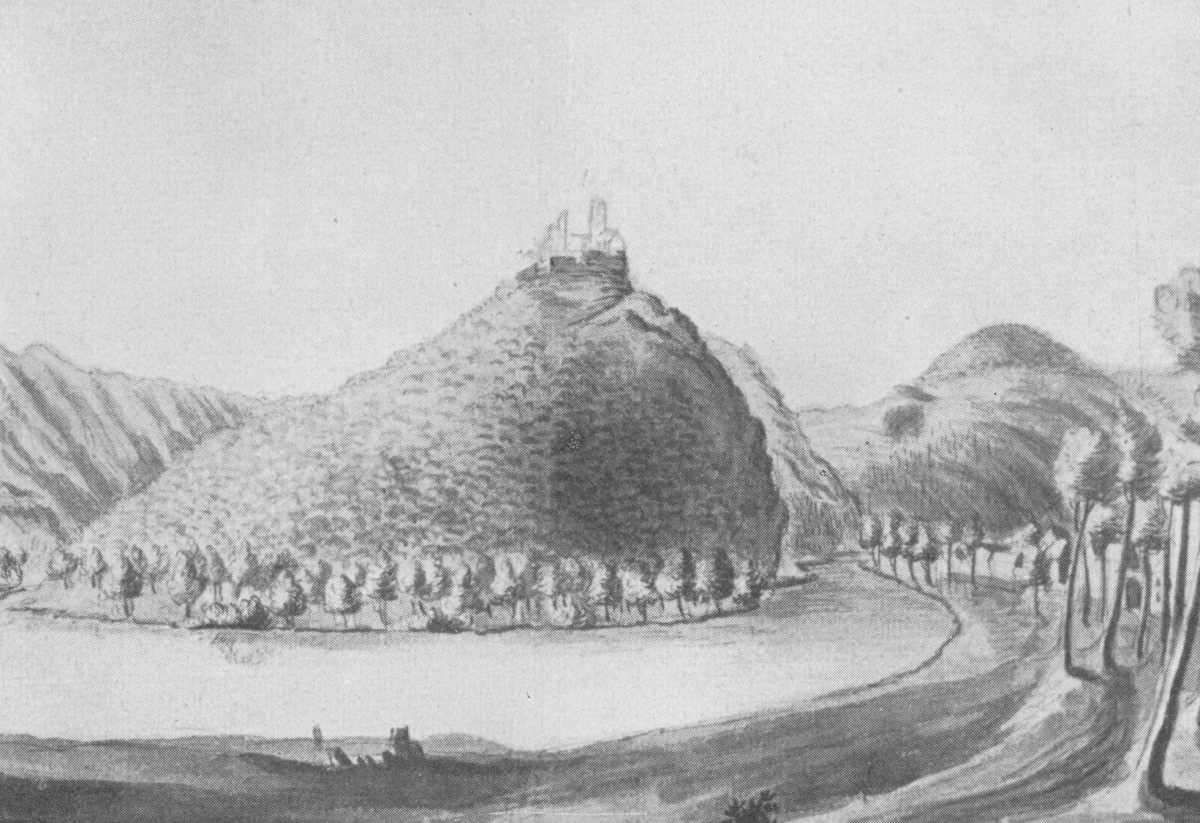
Zeichnung der Burgruine von Renier Roidkin, 1. Hälfte des 18. Jahrhunderts

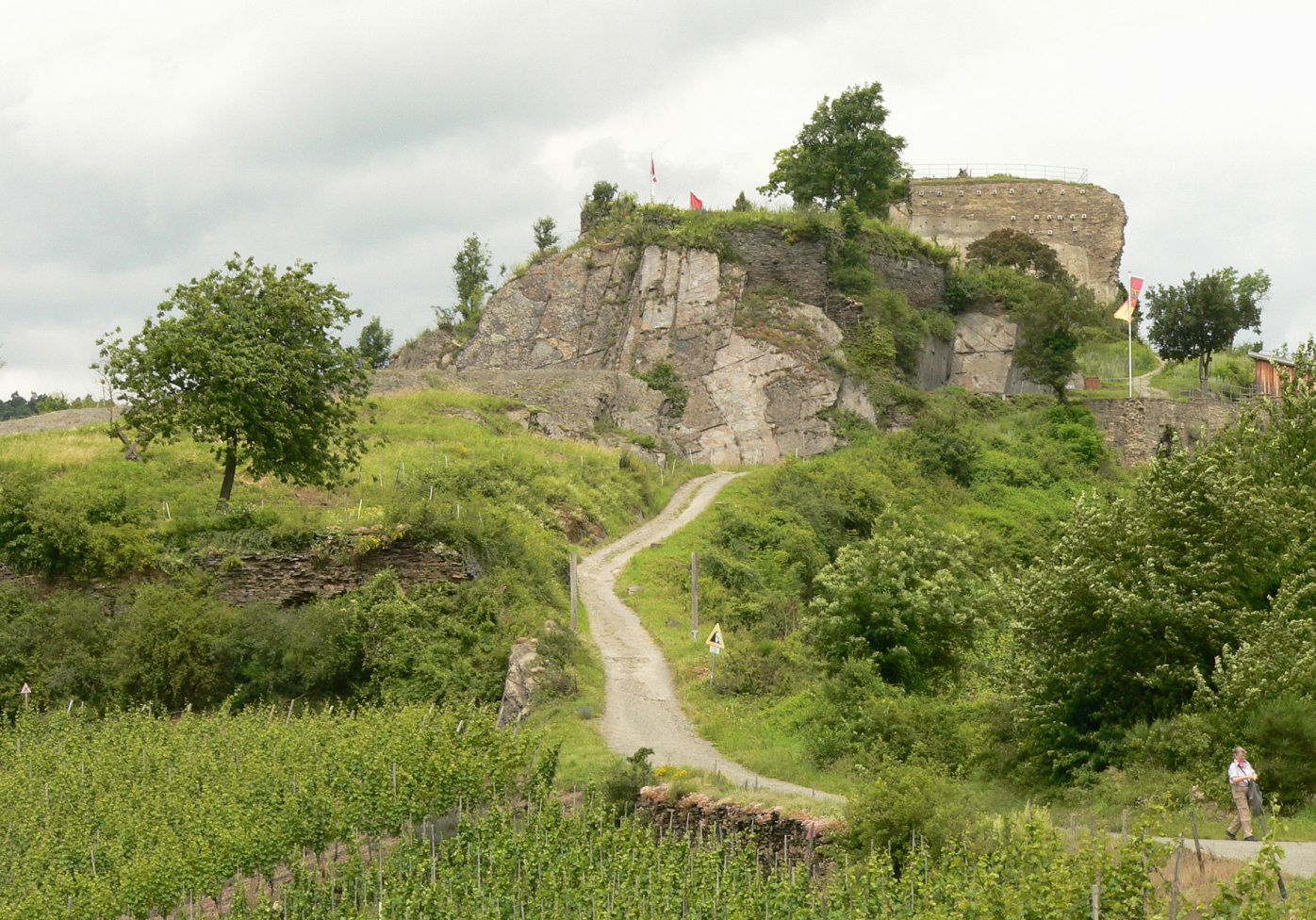
Zuweg zur Burgruine

Zum Jahresende 1632 unternahmen die Schweden unter ihrem General Baudissin von ihrem Hauptquartier in Linz heraus, einen Beute- und Streifzug ins Ahrtal. Nach dem Überfall und der Einnahme der Reichsburg Landskron, der Plünderung von Ahrweiler, erfolgte die Belagerung der Saffenburg im Dezember 1632. Der Kommandant von Burckersdorf hatte noch seine Besatzung durch wehrfähige Männer aus der Umgebung verstärkt. Viele wohlhabende Bürger aus Ahrweiler hatten sich auf der Flucht vor den Schweden in die vermeintlich schützende Burg begeben. Nach einer heftigen Kanonade mit drei, acht und sechzehnpfündigen Kanonenkugeln wurde die Burg sturmreif geschossen. Am 14. Dezember erfolgte der Sturm und die Einnahme der Burg. Zahlreiche Verteidiger wurden getötet. Vielen Bürgerlichen gelang die Flucht über die Außenmauern den steilen Bergabhang hinab, darunter der Amtmann der Herrschaft. Nachdem die Schweden eine Kompanie unter Hauptmann Bodinger auf der Burg stationiert hatten, zogen sie am 15. Dezember bereits in Richtung des Rhein ab.
Der Landesherr Kurfürst Ferdinand von Köln, militärisch im Kampf gegen die Schweden überfordert, bat um Beistand bei der Infantin Isabella. Diese schickte im Januar 1633 spanische Truppen unter dem Grafen Ernst von Isenburg-Grenzau zum Mittelrhein. Die Belagerung der Saffenburg wurde dem Grafen de Maria übertragen. Er führte die Belagerung mit seinen spanischen und kurkölnischen Truppen so intensiv und hartnäckig durch, dass nach einer Belagerung von vier Wochen die Schweden am 15. Februar kapitulieren mussten und mit Accord abzogen.
Eine Inventarliste aus dem Jahre 1653 gibt Auskunft über den schlechten artilleristischen Verteidigungszustand der Burg. Es werden damals 17 eiserne und bronzene Geschütze, zum Teil mittelalterliche Kammergeschütze, angeführt, deren Lafetten größtenteils verfault waren.
Im Jahre 1689 während des Pfälzischen Erbfolgekrieges (1688–1697) wurde die Saffenburg am 12. Mai von kurtrierischen Truppen unter dem Befehl von Otto von Wentz durch einen nächtlichen Überfall eingenommen, unterdessen die Franzosen das Ahrtal verwüsteten und ausplünderten. Dabei wurde die kurkölnische Stadt Ahrweiler bis auf zehn Häuser restlos eingeäschert.

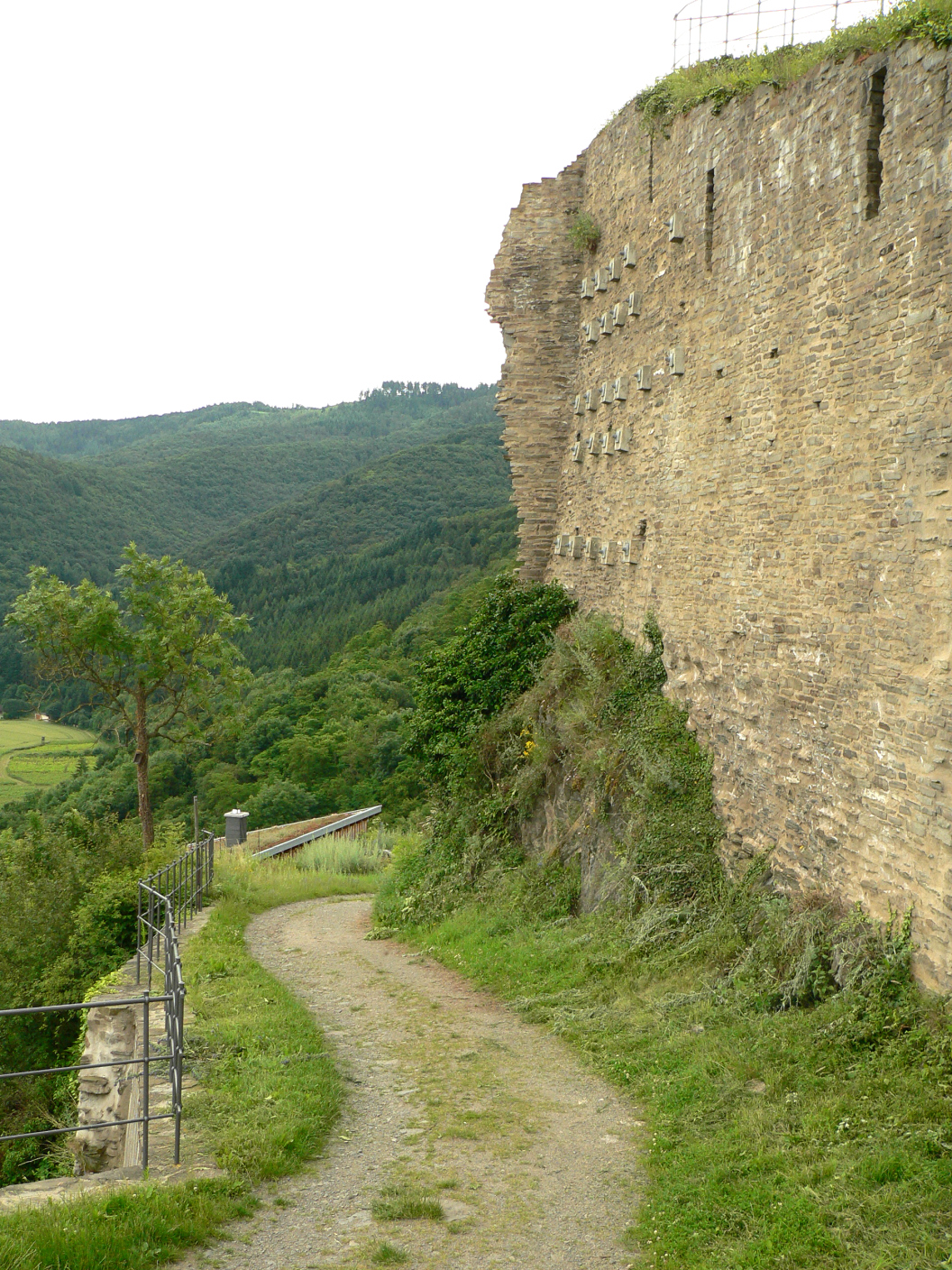
Mauerreste

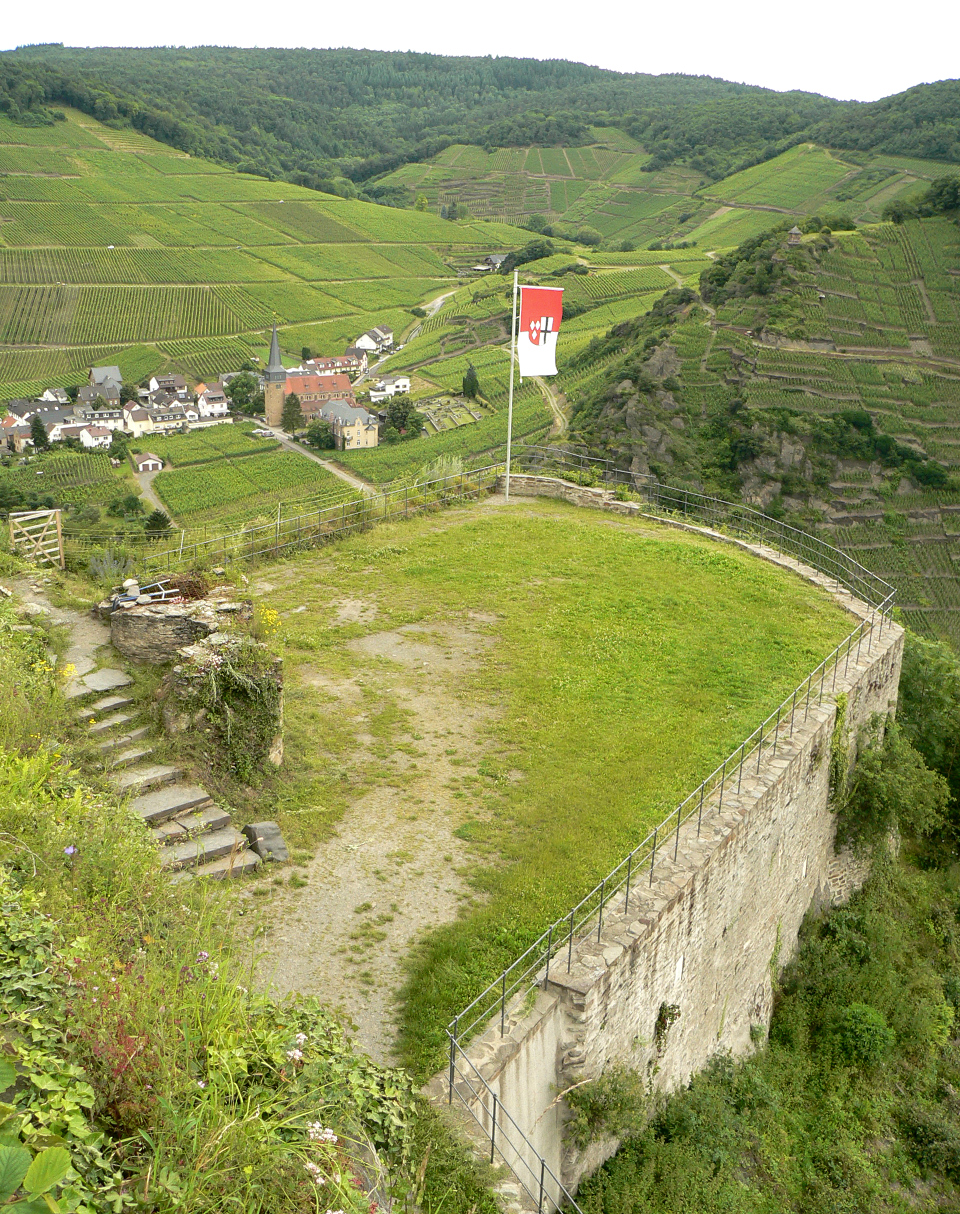
Vorburgbereich

Im Spanischen Erbfolgekrieg (1701–1714) wechselte der Kölner Erzbischof Joseph Clemens von Bayern die Fronten und ging ein Bündnis mit Frankreich ein. Die Franzosen besetzten daraufhin die Residenz in Bonn und das Ahrtal, nur die kurkölnische Besatzung auf der Saffenburg stand weiterhin treu zu Kaiser und Reich. Am 18. Oktober 1702 gelang es den Franzosen während der Weinlese die Saffenburg durch Überwältigung der Torwache einzunehmen. Die Burg wurde nun von dem Chevalier de Lacroix, Obrist der Infanterie, Inhaber einer Füsilier und einer Kavalleriekompanie besetzt. Am 7. Januar 1703 erschien der hannoversche General Sommerfeld von der alliierten Armee mit 800 Mann, vier Zwölfpfünderkanonen und zwei Mörsern, um die Franzosen zu vertreiben. Er war im Forst auf der Höhe des entgegengesetzten Ahrufers aufgestellt. Nach einer zweitägigen erfolglosen Beschießung, bei der er 70 Bomben auf die Burg warf, zog er wieder ab zur alliierten Armee. Vorher hatte er noch 700 Reichstaler aus dem Saffenburger Ländchen erpresst. Dazu eine Tagebucheintragung aus der belagerten Burg:
„Schossen sie in zwei Tagen 70 Bommen und so viel Fewerkugelen, aber ohne sonderlichen Schaden der Belägerten, eine Bomm ist in den sogenannten Schellengarten des Schlosses gefallen und daselbst durch Wachsamkeiten der Soldaten im Grund gedulckt (erstickt) worden, eine fiel in Johann Kreps zu Bungart Backhaus, da sie den Schornstein, die Herdmauer und das Dach ganz zerschmettert. Die ubrige Bommen nichts beruhrt noch beschädiget, die Stückkugelen haben die Fensteren, Wände und Dachwerk etwas beschädiget, uns Belägerte (der Schreiber war also mit den Franzosen in der Burg) geängstiget, aber nicht beschädiget.“
Am 1. Mai 1703 kam eine alliierte Truppe unter General Bülow mit 700 Mann und belagerte die von Franzosen besetzte Saffenburg drei Wochen lang. Nachdem die Festung Bonn am 15. Mai 1703 gefallen war, wurde die Lage der Franzosen auf der Burg aussichtslos und an Entsatz war nicht zu denken. Der französische Kommandant Monsieur le Ballu kapitulierte und zog bei sicherem Geleit nach Vianden in Luxemburg ab.
Am 6. Februar 1704 kam aus der Festung Jülich Monsieur Borkelinge mit einem Artilleriekommando im Auftrag seines Landesherren, dem Herzog von Jülich und damaligen Burgherren, die Burg zu schleifen. Durch die vielen Belagerungen und Kanonaden war sie bereits so ruiniert, dass an einen Wiederaufbau nicht zu denken war. Sämtliches Mauerwerk und der große Turm wurden unterminiert und gesprengt. Am 16. Februar war die Burg völlig zerstört. Sie kam 1773 als Ruine in den Besitz der Herzöge von Arenberg.

## Sagen und Geschichten
Nach der Aufforderung zur Kapitulation an den französischen Kommandanten Monsieur le Ballu findet sich die ehrenvolle Übergabe, nicht ohne einen Schuss zu tun, in folgendem Vers wieder:
So tut mir erst der Schüsse drei

Nie sah man das sein Leben,

Das eine Burg so fest und stark

Sich ohne Schuss ergeben.
Nach der Überlieferung waren es allerdings nur zwei Schüsse.